# АЭС Гронде
Атомная электростанция Гронде (нем. Kernkraftwerk Grohnde) — атомная электростанция в Германии, мощностью 1430 МВт. Находится севернее местности Гронде коммуны Эммерталь земли Нижняя Саксония. 83,3% принадлежат E.ON, остальные - Stadtwerke Bielefeld

## Информация о энергоблоках
| Энергоблок    | Тип реакторов    | Мощность | Мощность | Начало строительства | В сети     | Коммерческий пуск | Закрытие   |
| Энергоблок    | Тип реакторов    | Чистый   | Брутто   | Начало строительства | В сети     | Коммерческий пуск | Закрытие   |
| ------------- | ---------------- | -------- | -------- | -------------------- | ---------- | ----------------- | ---------- |
| Grohnde (KWG) | PWR (Пре-Конвой) | 1360 MВт | 1430 MВт | 01.06.1976           | 05.09.1984 | 01.02.1985        | 31.12.2021 |